# La Gazette des femmes

La Gazette des femmes est un magazine féministe québécois publié par le Conseil du statut de la femme.

## Début et origine
Un bulletin d’information a précédé La Gazette des femmes. En mai 1974, le CSF Bulletin a été créé par le Conseil du statut de la femme pour ensuite changer de nom et devenir le Bulletin du CSF en mars 1978. Le Bulletin du CSF a pour but de renseigner les femmes sur leurs droits. Finalement, le Bulletin disparait et la revue, La Gazette des femmes, prend place.
La première édition de La Gazette des femmes sort en octobre 1979. À ce moment, la présidente du Conseil du statut de la femme est Claire Bonenfant. Avec La Gazette des femmes, le Conseil du statut de la femme vise une présentation plus recherchée et visuellement plus attrayante. Cette nouvelle revue se veut également un véhicule d’information plus complet que le Bulletin du CSF.
Les premières éditions du magazine ont été publiées à une époque où, la création de publications féministes telle que La vie en rose et la création de publications gouvernementales telles que Justice et Éducation Québec, explosent.
Dans ses débuts, la revue est publiée de 7 à 9 fois par année. En 1983-1984, le rythme de publication diminue et elle est publiée 6 fois par année, mais le nombre de pages augmente passant de 28 à 36 par numéro.

## Contenu

### Contenu global et objectif
L’objectif de La Gazette des femmes se veut être une revue d’information et de débat. La Gazette des femmes propose un regard féministe sur l’actualité et elle communique des informations pratiques dans le but d’aider les femmes à avoir une meilleure emprise sur leur vie quotidienne,. Les sujets nombreux et variés portent sur la condition féminine et la défense des droits des femmes et ceux-ci prennent plusieurs formes ; nouvelles brèves, dossiers étoffés, portraits, reportages et analyses. La revue sert également à vulgariser l’information gouvernementale. Par exemple, la première édition de La Gazette des femmes informe sur les changements au Code civil qui touche le droit familial et les droits des femmes. Le tableau suivant présente chronologiquement l’évolution des sujets abordés dans la revue.
| Sujets abordés | Années      |
| --- | ----------- |
| Garderies, sages-femmes, travail à temps partiel, viol et excision                                                              | 1980 à 1985 |
| Nouvelles techniques de reproduction humaine, sida, chômage, épuisement professionnel et affaires (économie)                    | 1985 à 1990 |
| Alzheimer, pensions alimentaires, travail autonome, programmes d’accès à l’égalité et Congrès international des femmes à Bejing | 1990 à 1995 |
| Leadership féminin, virage ambulatoire, droits du fœtus, sport, équité salariale, pauvreté, la marche des femmes et l'histoire. | 1995 à 2000 |

La Gazette des femmes et ses journalistes ont reçu plusieurs prix témoignant de la qualité des publications. Il y a notamment le prix Judith-Jasmin. De plus, plusieurs écrivaines, telles que Suzanne Jacob, Hélène Pedneault , Ariane Émond et Julie Stanton, ont participé à rédiger des articles pour le magazine.

### Différence avec la presse féminine
La Gazette des femmes fait partie de la presse féministe. Elle se différencie ainsi de la presse féminine qui se veut plus accrocheuse et plus légère. Les revues de la presse féminine incluent des conseils de mode, de santé, de beauté, de séduction, des recettes culinaires ou encore des publicités de type «glamour», tandis que La Gazette des femmes propose un contenu plus rigoureux et sans publicité,. Elle se démarque également par le fait que son contenu et ses sujets apportent un questionnement et une réflexion au sein de ses lectrices. Ils sont vus en partie d’un côté éthique et social, présentent des points opposés et sont sensibilisés à la réalité sur la condition des femmes.

## Influence
Comme il est possible de le voir dans son contenu, ce magazine et les personnes qui le dirigeaient ont eu à plusieurs reprises le courage et l’ambition d’aborder des sujets considérés comme tabou ou sans importances et qui avaient été peu abordés au Québec dans la sphère publique,. Parmi ces sujets, il y a eu une publication en 1986 à propos de la ménopause qui fit entrer celle-ci pour la première fois dans la sphère publique. Ce qui eut un effet boule de neige sur la diffusion de l’information en lien avec la ménopause et sur l’intérêt à l’égard de celle-ci dans la société québécoise,. Bien qu'il soit difficile de mesurer l’impact social de La Gazette des femmes puisqu’il n’y a pas d’étude approfondie à ce sujet, il est clair qu'elle a contribué à élever le niveau de conscientisation de ses collaboratrices et que les valeurs et les idées qu’elle véhicule pénètrent du moins les lectrices et les autres médias tels que la presse féminine, la radio et la télévision. De nombreuses lettres sont reçues chaque année de la part des lectrices, qui démontrent l’intérêt de celles-ci envers La Gazette des femmes. Également, la revue présente la vision des femmes pour l’avenir du Québec à l’occasion du Sommet socio-économique de 1996. En plus de parler de sujets qui touchent l’international, le magazine s’associe « [...] à des évènements importants comme la Conférence mondiale sur les femmes de Beijing en 1995 ».

## Évolution
Au fil de ses nombreuses années de vie, La Gazette des femmes a vécu toutes sortes de changements et a dû s’adapter en conséquence. Avant l’automne 1994, la revue féministe est gratuite et par abonnement. Mais après avoir vécu une restriction budgétaire, elle est devenue payante et sa vente se fait en kiosque. Ce fut une étape très ardue pour le magazine et il s’ensuivit une énorme baisse de tirage. À la suite de cette grande diminution de tirage, la dirigeante de la revue, qui était à ce moment Francine Gagnon, n’a pas eu le choix d’innover et de trouver un moyen pour essayer d’augmenter le nombre de lectrices. Changement de décennie ou de vicennal, vient souvent avec un changement de discours féministe. C’est donc un autre défi pour le magazine d’essayer de rejoindre et satisfaire plusieurs générations de femmes en même temps; un difficile dilemme auquel La vie en rose a également fait face. Dans cette optique et dans la visée de renforcer sa position d’élite dans le milieu de l’information sur la condition féminine, le journal choisi de modifier sa présentation graphique et rédactionnelle en 2000.

### Sources primaires
- Conseil du statut de la femme, La Gazette des femmes 1, no 1 (1979)
- Conseil du statut de la femme, La Gazette des femmes 1, no 2 (1979)